# 你的幼妻
《你的幼妻》是一個由日本TRABULANCE（トラヴュランス）在2003年9月5日發售的成人遊戲。2005年12月20日由專門從事將日本美少女遊戲翻譯成英文的公司G-Collections推出英文版本在美國發售，遊戲名為「Pick me, Honey!」，中文意為“選擇我，寶貝！”。2014年8月29日發售合集「プレミアムアーカイブス 志水直隆」。

## 故事
大島怜二是一個普通的高中生，也有一個普通的願望，那就是與很多女孩子做朋友，並且讓她們參加自己的生日聚會。可是這個願望出乎意料的難以被滿足，甚至只要當他一與女生搭話，旁邊立刻就會有人冒出來打斷他們。於是，當又一個生日之夜來臨，怜二仍然像往常一樣百無聊賴的躺在床上。誰知這時怜二的父親出現，告訴他“今天的生日會很特殊”並強行將他拉到樓下客廳。幾位他所熟識的女性都出現在這裡，而父親竟然告知怜二，其中他的青梅竹馬葉月、父親好友的女兒千尋以及表姐未緒三人都將成爲他的妻子——故事就是由此展開的。

## 登場人物
大島怜二
遊戲主人公。在學校裏擔任學生會副會長。自幼喪母，父親經營一間麵包房以及一家公司。十分沒有女人緣，卻一直想與女生做朋友。
篠崎葉月（聲優：木村あやか）
怜二的青梅竹馬，也是同班同學。性格開朗，偶爾會表現出神經大條的樣子，而且力氣比男生還大，一到了尷尬的場合就會不由自主打到人。
小川千尋（聲優：岩泉まい）
怜二在麵包房的打工夥伴。父親與怜二的父親是好朋友，因爲雙親逝世被怜二的父親收養。
住吉未緒（聲優：本山美奈）
怜二的表姐，在學校裏擔任學生會會長，比怜二高一年級。出生于名門的千金小姐，也具有公主一樣的性格。很關心怜二。
篠崎双葉
葉月的姐姐，怜二和葉月所在班級的班主任，和妹妹相反性格遲鈍迷糊。
瑞江賴子（聲優：一色光）
怜二父親公司的骨幹職員。似乎與怜二的父親在交往，對怜二關懷備至，就像是母親一樣。

## 工作人員
- 執行製作：森野熊三
- 人物設計、原畫：志水直隆
- 劇本：
- 音樂：

## 主題曲
片頭曲
作詞：Melody Nelson　作曲：黄昏の夢　歌：齋藤紀子

## 外部連結
- .   [2009-02-04]. （原始内容存档于2011-04-24）. （日語）
- .   [2015-05-27]. （原始内容存档于2010-11-21）. （日語）